# Rossjapyx
Rossjapyx es un género de Diplura en la familia Japygidae.

## Especies
- Rossjapyx anodus (Silvestri, 1902)
- Rossjapyx australis Smith, 1962